# Astrorhizidae
Astrorhizidae es una familia de foraminíferos bentónicos de la superfamilia Astrorhizoidea, del suborden Astrorhizina y del orden Astrorhizida. Su rango cronoestratigráfico abarca desde el Ordovícico medio hasta la Actualidad.

## Discusión
Clasificaciones previas incluían Astrorhizidae en el suborden Textulariina del orden Textulariida y la subdividían en dos subfamilias: Astrorhizinae y Vanhoffenellinae. Estas dos familias fueron elevadas a la categorías de familias

## Clasificación
Astrorhizidae incluye a los siguientes géneros:
- Subfamilia Astrorhizinae
  - Armorella
  - Astrorhiza
  - Astrorhizoides
  - Clados
  - Cylindrammina
  - Cystingarhiza
  - Globodendrina
  - Pelosphaera
  - Radicula

Otros géneros de Astrorhizidae no asignados a ninguna subfamilia son:
- Testulosiphon

Otros géneros inicialmente asignados a Astrorhizidae y actualmente clasificados en otras familias son:
- Pelosina, ahora en la familia Pelosinidae
- Saccodendron, ahora en la familia Dendrophryidae
- Amphifenestrella de la subfamilia Vanhoffenellinae, ahora en la familia Vanhoffenellidae
- Causia de la subfamilia Vanhoffenellinae, ahora en la familia Saccamminidae
- Inauris † de la subfamilia Vanhoffenellinae, ahora en la familia Vanhoffenellidae
- Vanhoffenella de la subfamilia Vanhoffenellinae, ahora en la familia Vanhoffenellidae

Otros géneros considerados en Astrorhizidae son:
- Arenistella de la subfamilia Astrorhiznae, aceptado como Astrorhiza
- Astrodiscus de la subfamilia Astrorhiznae, aceptado como Astrorhiza
- Astrorhizinella de la subfamilia Astrorhiznae, aceptado como Astrorhiza
- Haeckelina de la subfamilia Astrorhiznae, aceptado como Astrorhiza
- Rhaphidoscene de la subfamilia Astrorhiznae, de posición taxonómica incierta